# Angelica Cornichon
Pour les articles homonymes, voir Couette.
Angelica Cornichon (Angelica Pickles) est un personnage de plusieurs séries télévisées d'animation de Nickelodeon : Les Razmoket, Razbitume ! et Rugrats Pre-School Daze. Elle est doublée par Sylvie Jacob pour la version francophone et Cheryl Chase pour la version originale et par Harley Graham pour la version reboot. C'est une sale enfant gâtée cousine de Tommy et Jules Cornichon.

## Biographie fictive

### DansLes Razmoket
Angelica nous apparaît blonde avec deux couettes (chacune entourée d'un gros nœud violet), d'un haut rouge bariolé de bandes noires aux poignets évasées, une robe violette, des collants bleus à pois verts, des chaussettes rouges, et des chaussures violettes. Dans les premiers épisodes, elle portait aussi une couche par-dessus ses collants. Elle est enfant unique—ce qui fait qu'elle est devenue particulièrement gâtée par ses parents qui lui cédaient son moindre caprice. Ses parents sont Roger-Jean et Charlotte. Ils sont peu présents à cause de leur travail respectif ce qui faisait pratiquement d'eux des parents négligents ; faisant preuve de peu de discipline et la punissant rarement (la seule fois où on l'a vue se faire sanctionner pour avoir fait une bêtise était dans "Angelica la fugueuse", où elle est consignée dans sa chambre pour avoir déréglé le fax de son père et être entrée sans permission dans son bureau). Le fait qu'elle soit gâtée pourrait aussi venir du fait que ses parents soient aisés, et qu'ils utilisent leur argent pour lui acheter des jouets et organiser des fêtes d'anniversaire très coûteuses. Elle se plaint et pleure tout le temps pour obtenir ce qu'elle désire.
Jusqu'à ce que Susie fasse son entrée, Angelica était la seule parmi les enfants à pouvoir parler aussi aux adultes, en tant que tel, elle agissait positivement envers les adultes, et faisait dire aux bébés ce qu'ils semblaient signifier (particulièrement pour déformer leur volontés et leur intentions). Malgré ça (ou grâce à ça), elle a fini par devenir le personnage le plus populaire de la série. Quand Suzie est arrivée, Angelica est devenue sa rivale, et bien souvent se disputaient pour divers choses. En fait, la plupart du temps où Suzie apparaissait dans un épisode, Angelica y était aussi, sûrement ironiquement, Angelica était absente de l'épisode qui introduisit Suzie.
Angelica à deux ans et demi au commencement de la série, jusqu'à son anniversaire, ou elle fête ses trois ans.
Malgré ce que disent les bébés la plupart du temps, on y découvre en 1995 dans le dernier épisode de la cinquième saison "Première rencontre" qu'elle était considérée comme une amie par Tommy, Charles-Édouard, Alphonse et Sophie, et bien plus, qu’Angelica ne les considérait comme ses meilleurs amis.
Les parents d'Angelica, surtout sa mère, semble aussi avoir été gâtée. Dans Les Razmoket, Charlotte était la référence d'Angelica dans pas mal de domaines. La mère d'Angelica est la patronne d'une très grande entreprise. Dans une scène ou elle parle d'un rêve qu'elle aimerait réaliser, elle dit que ce qui lui plairait plus que de diriger une grande entreprise serait de la diriger avec sa fille. Pour les treize ans d'Angelica, elle avait loué les services d'un sculpteur sur glace pour sculpter Angelica dans un morceau de l'iceberg qui a fait couler le Titanic. Elle avait même suggéré qu'on ajoute le visage de sa fille sur le mont Rushmore pour son seizième anniversaire. Roger-Jean se montre un peu plus responsable et raisonnable envers son enfant. Il est bien souvent le seul à prendre conscience qu'elle est bien trop gâtée, mais dès qu'il aborde le problème avec sa femme, elle le désapprouve systématiquement.
Elle a un chat nommé Fluffy, plus récemment dans Razbitume ! on l'a revu dans l'épisode "Crise d'adolescence" (première diffusion aux États-Unis : Le 28 août 2004). Aussi, depuis 1992, elle était souvent vue avec une poupée appelée Cynthia, qu'elle semble considérer comme son bien le plus précieux.
Quand la série a démarré, elle, Tommy et Charles-Edouard étaient les seuls enfants uniques. Cependant, vers la fin de la série, Angelica était la dernière enfant unique encore restante, étant donné que Tommy avait eu un petit frère et Charles-Edouard une sœur par le remariage de son père. Un peu plus tard un épisode relatait justement ce fait ("Où est ma sœur ?", première diffusion : Le 26 janvier 2001).
Dans Les Razmoket à Paris, le film, lorsque les Bébés prennent le contrôle du Robot Reptar, Angelica a frôlé la mort à plusieurs reprises :
Quand les bébés provoquent l'effondrement du balcon sur lequel se trouve Angelica, elle tombe sur le nez de Reptar, s'accrochant dessus pour sauver sa vie.
Dès que les bébés s'en aperçoivent, Tommy presse un bouton qui envoie un gaz vert expulsant Angelica du nez, ce qui va la faire s'écraser au sol, mais les bébés arrivent à la rattraper dans la main de Reptar. Elle dit alors "Ce n'est pas exactement la parade que je voulais !"
Le robot escargot lui a fait jaillir de la gelée poisseuse dessus.
Sophie ouvre une passerelle et Kimi fait monter Angelica. Dès qu'elle commence son ascension, le robot escargot agrippe Reptar et Angelica tombe mais réussit à s'accrocher à une des dents du dinosaure. Reptar se cabre rapidement mais la pauvre Angelica arrive malgré tout à rester accrochée.
Quand Reptar se propulse sur la Tour Eiffel, il est stoppé net, envoyant Angelica qui pousse un hurlement vers les cieux. Elle est rattrapée une fois de plus. Énervée, elle rétorque : "C'est quoi cette idée brillante ? Vous vous êtes mis en tête de trouver un moyen de vous débarrasser de moi ?" Avec Angelica dans son autre main, Charles-Edouard voit l'Église où son père est. Maintenant qu'il est arrivé au point culminant de la tour, Reptar tombe. Il lance une Angelica effrayée dans les airs et glisse le long du rail de la Tour auquel il est accroché. Angelica Tombe et atterrit cependant sur la tête du robot.
Dans le film, Les Razmoket rencontrent les Delajungle, alors que les Razmoket rencontrent les Delajungle, Donnie est amoureux d'Angelica, chose qui déplait à cette dernière.
Dans le remake 3D de la série, elle aime tout particulièrement jouer avec une voiture à pédales rose.

### DansRazbitume!
Bien qu'elle ait grandi, Angelica continue d'être gâtée, cependant, un peu moins qu'elle ne l'a été. Ses parents sont toujours aussi aisés. Depuis qu'elle a treize ans (voir plus bas) elle tend à être plus stéréotypée "les objets des adolescents" comme en ayant un téléphone portable, courir les garçons, et se tenir au courant des dernières tendances de la mode. Aussi, elle est encore continuellement en rivalité avec Suzie, principalement en ce qui concerne le chant. À treize ans, elle perçoit davantage les choses comme sa mère que comme 
- Durant quelques épisodes de la première saison, une couche pourrait avoir été occasionnellement aperçue en dessous de la robe d'Angelica.
- Un épisode de Razbitume !  "À la recherche de Cynthia" (première diffusion : Le 2 octobre 2004) portait sur sa recherche de sa vieille poupée des Razmoket. Toutefois, même si elle a fini par la retrouver (lui ayant coûté son "robot esclave"), sa poupée n'est pas réapparue depuis.
- Angelica était arrivée septième dans le guide TV des meilleurs personnages de dessins animés, devant Bart et Lisa Simpson et Mickey Mouse, dont elle était d'ailleurs le seul Razmoket à figurer dans la liste[2].
- Étant qu'ils étaient plus âgés Angelica aida Charles-Edouard à gérer son caractère anxieux et ses peurs, pourtant sa méthode avait le but inverse. Des événements et des intrigues tel que celle-ci dans les bandes dessinées Razmoket qui ont cessé de paraître dans les journaux indiquaient qu'elle avait eu un certain intérêt pour Charles-Edouard depuis qu'elle l'a rencontré. Mais elle prend ses distances envers lui avec son incomparable manière cruelle et taquine de le traiter.
- Dans les Razmoket Tommy a un an, quand Angelica en a trois. Cependant dans Razbitume ! il en a toujours dix.
- L'adresse d'Angelica et de ses parents est : 53 Briar Street place (précisée dans l'épisode Razmoket "Pas de papa sans bébé" dans lequel Jean-Roger mentionne l'adresse au moment où il téléphone pour faire enlever la voiture de Roger-Jean).